# The Boys Are Back in Town
«The Boys Are Back in Town» (español: Los muchachos están de vuelta en la ciudad) es un sencillo de la banda irlandesa de hard rock Thin Lizzy. La canción apareció en el álbum de 1976 Jailbreak. Fue colocada en la posición n.º 499 en la lista de la revista Rolling Stone de las 500 mejores canciones de todos los tiempos. Rolling Stone elogió al cantante Phil Lynott por su forma de interpretar la canción y dijo que "el doble de guitarra de Scott Gorham y Brian Robertson, fue crucial para el éxito de la canción". La canción es reproducida en la mayoría de los partidos en Rugby de Irlanda. En marzo de 2005, la revista Q colocó a "The Boys Are Back in Town" en el número 38 en su lista de las 100 mejores canciones con guitarra.

## Lanzamiento al espacio
La versión original del sencillo lanzado en 1976 en el Reino Unido, tenía como lado B a "Emerald", aunque en algunos lugares fue elegida "Jailbreak". El sencillo fue remezclado y relanzado en varios formatos en marzo de 1991, pero no alcanzó un lugar importante en las listas de éxitos.

## Posiciones en listas
| Sencillo                           | UK | US | IRL |
| ---------------------------------- | -- | -- | --- |
| "The Boys Are Back in Town" (1976) | 8  | 12 | 1   |